# Équipe de Colombie féminine de football
Cet article traite de l'équipe féminine. Pour l'équipe masculine, voir Équipe de Colombie de football.
Maillots
L'équipe de Colombie féminine de football (en espagnol : « Selección femenina de fútbol de Colombia ») est l'équipe nationale qui représente la Colombie dans les compétitions majeures de football féminin : la Coupe du monde, les Jeux olympiques et la Copa América féminine. Elle est gérée par la Fédération de Colombie de football. Son premier match officiel a eu lieu en 1998. Sa meilleure performance dans une compétition internationale est une deuxième place lors du Sudamericano Femenino 2010, de la Copa América féminine 2014, de la Copa América féminine 2022 et de la Copa América féminine 2025.

## Parcours dans les compétitions internationales
La sélection colombienne prend part à trois grandes compétitions internationales :
- la Coupe du monde réunit les meilleures nations mondiales et tous les continents y ont leurs représentants ;
- les Jeux olympiques autorisent une compétition de football féminin sans restriction d'âge ;
- la Copa América féminine est un tournoi continental où seules les sélections sud-américaines sont conviées. Cette compétition offre les accessits aux deux compétitions précédentes.

### Parcours en Coupe du monde
La Colombie participe pour la première fois à la Coupe du monde lors de l'édition 2011 en Allemagne. L'équipe est dans le groupe C en compagnie des États-Unis, de la Corée du Nord et de la Suède. Les Colombiennes perdent leurs deux premiers matchs, contre la Suède (1-0) et les États-Unis (3-0), ce qui les élimine de la compétition. Le dernier match sans enjeu contre les Nord-Coréennes se conclut par un score nul (0-0) et confirme la dernière place du groupe pour la Colombie qui n'a pas réussi à marquer de but pour son baptême de l'air.
En 2015, elles participent de nouveau à la Coupe du monde ; elles finissent parmi les 4 meilleures troisièmes au sein d'un groupe composé de l'Angleterre, du Mexique et de la France, se qualifiant ainsi pour les huitièmes de finale. En effet, elles obtiennent 4 points à la faveur d'un nul inaugural 1-1 face aux Mexicaines, suivi d'un exploit contre les Bleues (2-0), obtenant ainsi la première victoire de leur histoire en Coupe du monde, pour une défaite 1-2 contre les Lionesses. Elles sont défaites au tour suivant par les États-Unis (0-2), futurs vainqueurs de la compétition.
La Colombie se qualifie en 2023 pour la 3e fois de son histoire et réussit à surpasser sa performance d'il y a 8 ans, en atteignant les quarts de finale de la compétition, soit son meilleur parcours en phase finale de Coupe du monde. Elle réussit d'abord son premier tour en terminant en tête du groupe H qui comprenait l'Allemagne, la Corée du Sud et le Maroc, avec un bilan de 2 victoires (2-0 contre la Corée du Sud suivie d'un exploit majuscule 2-1 contre les Allemandes) et une seule défaite (0-1 contre les Lionnes de l'Atlas lors de la dernière journée avec une qualification presque acquise avant le coup d'envoi). La Colombie se défait en 1/8e de finale de la Jamaïque, une des surprises du premier tour et qui n'avait encaissé jusque-là aucun but (1-0) et est opposée au tour suivant à l'Angleterre. La Colombie s'incline face aux championnes d'Europe en titre sur le même score que lors de leur précédent affrontement au 1er tour de la Coupe du monde 2015.
| Édition | Performance         | J  | V | N | D | Bp | Bc |
| ------- | ------------------- | -- | - | - | - | -- | -- |
| 1991    | Ne participe pas    | 0  | 0 | 0 | 0 | 0  | 0  |
| 1995    | Ne participe pas    | 0  | 0 | 0 | 0 | 0  | 0  |
| 1999    | Non qualifiée       | 0  | 0 | 0 | 0 | 0  | 0  |
| 2003    | Non qualifiée       | 0  | 0 | 0 | 0 | 0  | 0  |
| 2007    | Non qualifiée       | 0  | 0 | 0 | 0 | 0  | 0  |
| 2011    | 1er tour            | 3  | 0 | 1 | 2 | 0  | 4  |
| 2015    | Huitièmes de finale | 4  | 1 | 1 | 2 | 4  | 5  |
| 2019    | Non qualifiée       | 0  | 0 | 0 | 0 | 0  | 0  |
| 2023    | Quarts de finale    | 5  | 3 | 0 | 2 | 6  | 4  |
| 2027    | À venir             | 0  | 0 | 0 | 0 | 0  | 0  |
| 2031    | À venir             | 0  | 0 | 0 | 0 | 0  | 0  |
| 2035    | À venir             | 0  | 0 | 0 | 0 | 0  | 0  |
| Total   | 3/9                 | 12 | 4 | 2 | 6 | 10 | 13 |

### Parcours aux Jeux olympiques d'été
La Colombie prend part aux Jeux olympiques pour la première fois en 2012 à Londres. Elle ne passe pas le 1er tour cette année-là avec 3 défaites en autant de rencontres disputées sans inscrire le moindre but (0-2 face à la Corée du Nord, 0-3 face aux États-Unis et 0-1 contre la France), ni lors de l'édition suivante en 2016 où elle termine à nouveau dernière de son groupe avec 1 nul (2-2 lors du dernier match contre les États-Unis déjà assurés de la qualification) et 2 défaites (0-4 contre la France et 0-1 contre la Nouvelle-Zélande). Non qualifiée en 2021 à Tokyo, elle réalise sa meilleure performance en 2024 à Paris où elle atteint les 1/4 de finale après avoir terminé parmi les 2 meilleurs 3e au 1er tour grâce à un succès 2-0 sur la Nouvelle-Zélande malgré 2 courtes défaites (2-3 contre les hôtes françaises après avoir été menée 0-3 à la mi-temps et 0-1 contre le Canada, champion olympique sortant). Elle passe tout proche de l'exploit en quart contre l'Espagne, championne du monde en titre et grande favorite, puisqu'elle mène 2-0 en début de 2e période grâce à des réalisations de Mayra Ramírez et Leicy Santos, mais elle se fait rejoindre au score en encaissant le 2e but ibérique au bout du temps additionnel (97e minute) avant de s'incliner aux tirs au but (2-4, Catalina Usme et Liana Salazar étant les seules tireuses à manquer leurs tentatives), le score n'ayant pas évolué en prolongations.

### Parcours en Copa América féminine
La sélection colombienne a participé à la Copa América féminine à 8 reprises.
En 1998, les Colombiennes sont éliminées au premier tour, en terminant troisième de leur groupe derrière le Brésil et le Pérou. En 2003, elles passent le premier tour en terminant première de leur groupe devant l'Équateur et le Venezuela. Elles terminent troisième de la phase finale, battant le Pérou, pays organisateur, 1-0, mais encaissant aussi la défaite la plus lourde de leur histoire contre le Brésil (12-0). La Colombie ne passe pas le premier tour de l'édition 2006, terminant avant-dernière de son groupe. C'est en 2010 que la Colombie réalise sa meilleure performance dans la compétition : passant le premier tour en remportant sa plus large victoire (8-0 contre l'Uruguay), la sélection se classe deuxième de la poule finale, derrière le Brésil. La même performance est réalisée en 2014, en 2022 et en 2025 où elle égale sa plus large victoire (8-0 contre la Bolivie).
| Édition | Performance      | J  | V  | N  | D  | Bp  | Bc |
| ------- | ---------------- | -- | -- | -- | -- | --- | -- |
| 1991    | Ne participe pas | 0  | 0  | 0  | 0  | 0   | 0  |
| 1995    | Ne participe pas | 0  | 0  | 0  | 0  | 0   | 0  |
| 1998    | 1er tour         | 4  | 2  | 0  | 2  | 11  | 16 |
| 2003    | 3e               | 5  | 2  | 1  | 2  | 12  | 16 |
| 2006    | 1er tour         | 4  | 1  | 1  | 2  | 4   | 11 |
| 2010    | 2e               | 7  | 4  | 1  | 2  | 19  | 8  |
| 2014    | 2e               | 7  | 5  | 2  | 0  | 12  | 2  |
| 2018    | 4e               | 7  | 3  | 2  | 2  | 17  | 8  |
| 2022    | Finaliste        | 6  | 5  | 0  | 1  | 14  | 4  |
| 2025    | Finaliste        | 6  | 2  | 4  | 0  | 16  | 5  |
| Total   | -                | 46 | 24 | 11 | 11 | 105 | 70 |

### Autres compétitions
La Colombie prend part aux Jeux panaméricains de 2011 et termine quatrième.

### Classement mondial féminin de la FIFA
Le classement mondial féminin de la FIFA est mis en place en 2003. Lors de l'instauration de celui-ci (qui est mis à jour tous les trois mois), la Colombie pointe à la 36e place de ce classement. Après cinq années où la Colombie reste entre les 30e et 43e places, elle n'est plus classée en juin 2008 en raison d'un nombre insuffisant de matchs disputés. L'équipe connaît son pire classement en mars 2007, pointant à la 43e place. La Colombie de connaît son meilleur classement FIFA depuis juin 2025, se classant 18e.
| Année               | 2003 | 2004 | 2005 | 2006 | 2007 | 2008        | 2009 | 2010 | 2011 | 2012 | 2013 | 2014 | 2015 | 2016 | 2017 | 2018 | 2019 | 2020 | 2021 | 2022 | 2023 | 2024 |
| ------------------- | ---- | ---- | ---- | ---- | ---- | ----------- | ---- | ---- | ---- | ---- | ---- | ---- | ---- | ---- | ---- | ---- | ---- | ---- | ---- | ---- | ---- | ---- |
| Classement mondial  | 35   | 36   | 38   | 42   | 41   | Non classée | 40   | 32   | 28   | 28   | 29   | 28   | 25   | 22   | 24   | 26   | 25   | 26   | 26   | 27   | 23   | 21   |
| Classement Conmebol | 2    | 2    | 4    | 4    | 4    | Non classée | 3    | 3    | 2    | 2    | 2    | 2    | 2    | 2    | 2    | 2    | 2    | 2    | 2    | 2    | 2    | 2    |

## Joueuses sélectionnées
Voici la liste des 21 joueuses sélectionnées pour la Coupe du monde féminine de football 2023 :